# Stephen Elliott (réalisateur)
Pour les articles homonymes, voir Elliott et Stephen Elliott.
Ne doit pas être confondu avec Stephan Elliott.
Stephen Elliott, né le 3 décembre 1971, est un auteur et réalisateur américain.

## Filmographie

### Comme scénariste et réalisateur
- 2012 : About Cherry
- 2012 : Mr. Gracie (court-métrage, aussi monteur)
- 2013 : Mistress (court-métrage, aussi monteur)
- 2015 : Beyond Lies de Pamela Romanowsky  (uniquement scénariste)
- 2015 : What We Talk About When We Talk About Zombies (court-métrage, aussi producteur)
- 2016 : After Adderall (aussi producteur et acteur)
- 2016 : Happy Baby (aussi producteur)